# Qawra Tower

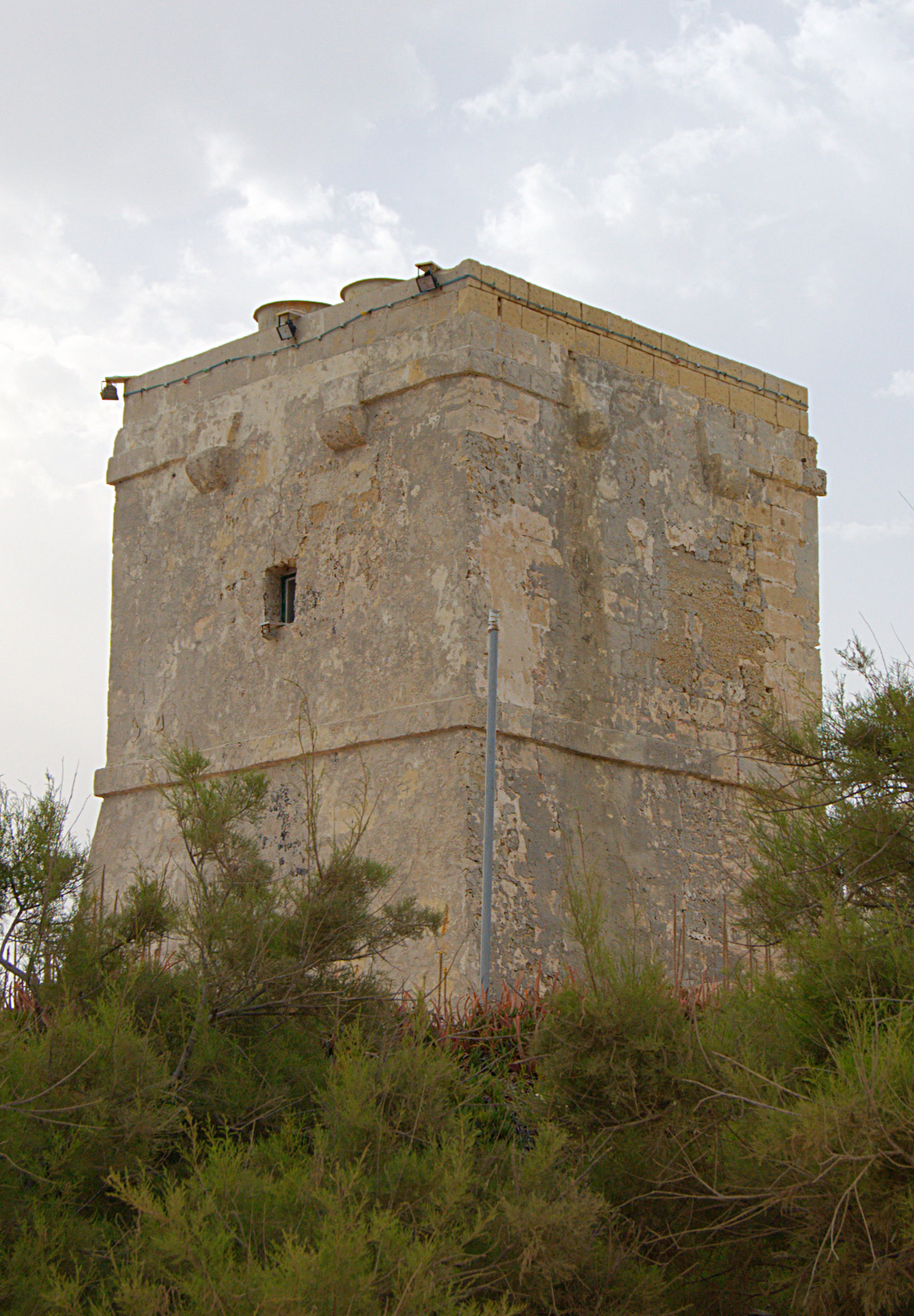
Qawra Tower (2008)

Qawra Tower, auch als Qawra Point Tower oder Ta’ Fra Ben Tower bezeichnet, ist ein Wachturm nahe dem Qawra Point in der maltesischen Ortschaft Qawra, die zur Gemeinde San Pawl il-Baħar auf der Hauptinsel Malta gehört. Der Turm steht als Grade-1-Bauwerk unter Denkmalschutz und ist im National Inventory of the Cultural Property of the Maltese Islands unter der Nummer 1379 aufgeführt.

## Geschichte
Der Qawra Tower wurde 1638 unter der Herrschaft des Großmeisters Jean de Lascaris als vierter oder fünfter der Lascaris Towers errichtet.

## Beschreibung
Der Wachturm besteht hat einen einfachen rechteckigen Aufbau. Er weist eine Höhe von 11 m und eine Grundfläche von etwa 36 m² auf. Die Wände der unteren Hälfte sind angeschrägt. Der Zugang von außen war ursprünglich nur über das erste Geschoss möglich, zu dem eine hölzerne Leiter oder eine Strickleiter (italienisch scala di corda) führte.
Das Innere des Turms wird durch eine Zwischendecke unterteilt, die auf Wandbögen ruht, hierdurch entstehen zwei übereinanderliegende Räume. Der obere davon war als Wohnraum für die dort stationierten Soldaten vorgesehen, der untere, fensterlose Raum als Lager. Das Dach des Turmes, das auf hölzernen Balken liegt, ist von einer Brüstung umgeben, die mit Zinnen bewehrt ist.
In den Jahren 1715/1716 wurde eine halbkreisförmige Küstenbatterie um den Turm herum gebaut. Diese wurde mit einem niedrigen zinnenbewehrten Wall als Geschützbank (en barbette) und einem steilen, in den Fels gehauenen Graben ausgeführt. Die Flanken wurden von zwei Blockhäuser geschützt, die durch einen V-förmigen Redan verbunden waren, in dem auch das Haupttor lag. In den Mauern aller Gebäude befanden sich Musketenlöcher. Pläne der Batterie aus dem 20. Jahrhundert zeigen, dass sie vor dem Zweiten Weltkrieg durch Geschützbänke aus Beton verstärkt wurde.

## Nutzung
Mit dem Ende des Zweiten Weltkriegs endete auch die Nutzung des Qawra Tower als Befestigungswerk. Im 21. Jahrhundert befindet sich dort ein Restaurant.